# Троцкий в Испании

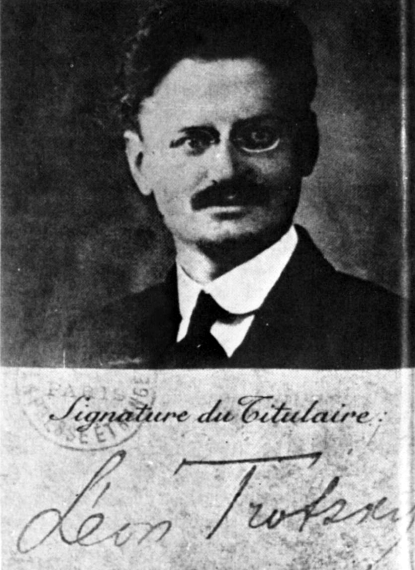
Французский паспорт Льва Троцкого, по которому он находился в Испании в 1916—1917 году

Троцкий в Испании — период в жизни Льва Троцкого, длившийся несколько недель, которые он провёл в Испании в 1916—1917 году.

## Высылка из Франции
Активная журналистская работа и антивоенная пропаганда сделали Троцкого «крайне нежелательным» в глазах французских властей. В частности, в Марселе, куда прибывали все новые транспорты с «русским пушечным мясом», в одной из воинских частей произошёл бунт, быстро и жестоко подавленный французскими властями; у нескольких арестованных солдат обнаружили экземпляры газеты «Наше слово» с антивоенными материалами за авторством Троцкого. Реакция последовала незамедлительно: газету закрыли [ВД115].
В сентябре 1916 года «опасный подстрекатель» был вызван в префектуру Парижа, где ему вручили предписание о немедленной высылке из пределов Франции: не помогло и вмешательство французского депутата-социалиста Жана Лонге, протестовавшего против выдворения Троцкого и даже лично явившегося к премьер-министру и министру иностранных дел страны Аристиду Бриану.
Формально, парижская префектура информировала Льва Давидовича, что он будет отправлен в любую страну по его выбору, но одновременно его предупредили, что и Великобритания, и Италия (союзники Франции по Антанте) уже отказались предоставить ему политическое убежище; вслед за ними в визе революционеру отказала и нейтральная Швейцария. Оставалась Испания, куда Троцкий выехать отказался, считая её «европейской провинцией». В то же время там он мог не опасаться, что — в силу союзнических обязательств — его выдадут царским властям.
30 октября на квартиру к Троцкому явились два инспектора французской полиции и «препроводили» его на скорый поезд, шедший в направление испанской границы. Здесь его — фактически нелегально — перевели через пограничную линию из французского пограничного пункта Ирун в испанский город Сан-Себастьян: точнее, Троцкому показали, как можно без документов проехать через границу на трамвае.

## В Испании
Лев Давидович в те годы не говорит по-испански и не знал никого в Испании. Из Сан-Себастьяна Троцкий, «потрясённый красотой океана», поехал в Мадрид, откуда повторно обратился с просьбой о визе в министерства иностранных дел Швейцарии и Италии. Одновременно, он составил открытое письмо основателю и лидеру французской социалистической партии Жюлю Геду (в те годы ставшему министром и выступавшему в поддержку продолжения войны), в котором публично объявил о «падении и позоре» французского социализма — не забыв напомнить человеку, являвшемуся в те годы «символ классового сотрудничества и сплочения в войне», о солдатах Русской императорской армии, отдававших свои жизни на французских полях сражений:
Изгнанный Вами, я покидаю Францию с глубокой уверенностью в решительной победе. Через Вашу голову я посылаю братский привет французскому пролетариату, который пробудится для великих достижений без Вас и против Вас
.
Биограф Троцкого Пьер Бруэ считал, что революционер «никогда не питал иллюзий» по поводу возможности отменить указ о высылке из Франции: он лишь «продолжал бой», дабы получить дополнительный политический капитал[PB158].
В испанской столице Троцкий первоначально поселился в отеле Hotel de Paris, откуда переехал в небольшой дешевый пансион, где прожил полторы недели, посещая музеи и памятники средневековой архитектуры города — «созерцал сокровища Прадо: Рембрандта, Гойю, Веласкеса и Босха». Он также был удивлён испанском образом жизни: шумом в ночное время, «кричащими» улицами, а также — большим количествов банков и церквей.
Виз Троцкий не получил. А «в один прекрасный день» за ним опять пришли: на этот раз это были «два очень определенной внешности молодчика». В мадридской префектуре ему объявили, что он обязан «незамедлительно» покинуть территорию страны, а до этого — свобода «известного анархиста» будет подвергнута «некоторым ограничениям». Из столичной префектуры Троцкий отправили в местную тюрьму — Cárcel Modelo de Madrid — в которой он провёл следующие три дня (за это время у него успели снять отпечатки пальцев), после чего был выпущен под полицейский надзор. путевые издержки за счет испанского короля. Жизнь на юге Испании поразила будущего наркома своей провинциальностью - особенно, это было заметно по местной библиотеке:
Здесь в первый раз мне посчастливилось убедиться на опыте, что книжный червь не есть только образное выражение. Большинство тяжелых томов, отпечатанных на старинной доброкачественной тряпичной бумаге, методически изъедено ученым червём, которому жители Кадикса предоставили достаточно широкий срок для работы. И какой искусной работы, какой точной, какой педантической! Цилиндрические ходы сложными кривыми поднимаются вверх, спускаются вниз. В зависимости от направления хода, отверстие имеет на странице круглую или эллиптическую форму. Читателю эта работа загадывает головоломные загадки, особенно когда червь унес с собою цифру или часть собственного имени.
За это время в Мадрид приехала жена Троцкого — Наталья Седова — с сыновьями, и всё семейство было отправлено в порт Кадис (Кадикс). После протестов в испанским парламенте (Кортесах), начатых депутатом Кастровидо, через нескольких недель революционеру было определено новое место высылки — город Барселона.
21 ноября 1916 года, ещё находясь в Кадисе, Троцкий написал для меньшевистской газеты «Начало» статью «Испанские впечатления. (Почти арабская сказка)», где «в живой и остроумной форме» давал представление читателям о том, как он «провёл время» в мадридской тюрьме. В ней Троцкий создал образ испанских чиновников как «откровенных тупиц» и даже приписал одному из них фразу: «Ваши взгляды являются слишком передовыми (фр. trop avancées) для Испании». Возможно, это была первая и последняя публикация Троцкого в жанре фельетона.

## Высылка в США
В Барселоне, после серии проволочек, семья Троцких-Седовых была посажена в каюту второго класса на пароходе «Монсеррат», принадлежавший Испанской трансатлантической компании, и отправлена в Нью-Йорк. Вскоре после отплытия судна испанские власти получили телеграмму от правительства Швейцарии, сообщавшей что Троцкому предоставлено право убежища в Альпийской республике.
[Троцкому] опять не повезло: по-видимому, телеграмма о том, что он может ехать в Швейцарию, его в Испании уже не застала (она была послана в последний момент) и он, возможно, уже на пути в Америку»
Новый, 1917, год семья Троцкого встретила на борту испанского судна посреди Атлантического океана, а 13 января пароход пришвартовался в порту Нью-Йорка.
Прощай, Европа! Но еще не совсем: испанский пароход — частица Испании, его население — частица Европы, главным образом, её отбросы

## Воспоминания
В 1922 и 1926 годах в СССР были опубликованы воспоминания наркома (составленные, по его собственному выражению, «по записной книжке») о времени, проведённом им в Испании:
- Троцкий Л. Дело было в Испании (гл. I—VI) // Красная новь. — 1922. — Июль.
- Троцкий Л. Дело было в Испании (гл. VII—XVII) // Красная новь. — 1926. — Январь.

Это произведение затем вошло в девятый том собрания сочинений Троцкого, а также было издано отдельной книгой, содержавшей рисунки Константина Ротова:
- Дело было в Испании : (по записной книжке) / Л. Троцкий; рисунки худ. К. Ротова. — М.: Артель писателей «Круг», 1926. — 131, [2] с. — 10 000 экз.

Книга была переведена на испанский Андреу Нином и появилась в Мадриде в 1929 году, уже после высылки Троцкого в Турцию, под заглавием «Мои приключения в Испании» (исп. Mis peripecias en España); после чего она многократно переиздавалась — в том числе, и в XXI века — иногда под названием «Лев Троцкий в Испании» (исп. León Trotski en España).